# Жигульовськ
Жигульо́вськ (рос. Жигулёвск) — місто в Самарській області Російської Федерації, розташоване на правому березі середньої течії Волги в північній частині Національного парку «Самарська Лука» в долинах Жигулівських гір за 106 км від Самари та за 969 км від Москви. Межує з містом Тольятті і Ставропольським районом Самарської області. Населення станом на 1 січня 2010 року становило 51,6 тисяч жителів.
Через Жигульовськ проходить федеральна автомагістраль «Москва-Челябінськ» М5.

## Історія
Назва міста походить від пагорбів «Жигулівські гори» (або Жигулі), в оточенні яких воно розташоване.
Місто було утворене за Указом Президії Верховної Ради РРФСР від 21 лютого 1952 в результаті перетворення робітничого селища Жигульовськ.
На місці Жигульовска з XVII століття знаходилися села Моркваші і Отважне. У 1942 в районі селища Яблуневий Яр, розташованого в межах міста, була виявлена нафта девонського періоду. На початку 1950-х років у районі міста почалося будівництво найбільшої у світі на момент здачі в експлуатацію Волзької ГЕС ім. В. І. Леніна, будівництво якої було завершено в 1957 році. У 1950–1960 роках в селищі Яблуневий Яр був побудований великий цементний завод.
У середині 80-х років XX століття у місті утворено державний Національний парк «Самарська Лука».
У серпні 2006 року вся територія «Самарської Луки» Жигулівського заповідника та зеленої зони в місті Тольятті і інші довколишні території оголошені ЮНЕСКО біологічним резерватом.

## Промисловість
Близьке розташування до Тольятті зумовлює економічні і соціальні зв'язки міста. У Жигульовську представлені такі види промисловості:
- електроенергетика — Жигульовська ГЕС, філія ВАТ РусГідро;
- машинобудування — акумуляторний завод «АКОМ»;
- харчова — кондитерський комбінат «Услада» та Жигулівський хлібзавод;
- фармацевтична — Жигульовський завод лікарських препаратів, ТОВ «Озон»;
- нафтовидобувна — практично згорнута через виснаження нафтового покладу;
- видобуток і виробництво будівельних матеріалів — філія «Євроцемент груп» та ЗАТ «Жигульовське кар'єроуправління»;
- підприємства військово-промислового комплексу.

## Відомі люди
- Калінін Олег Олексійович — український тренер зі шахів.
- Муравленко Сергій Вікторович — депутат Державної Думи Росії, дійсний член громадської Академії гірничих наук.
- Плохов Євген Михайлович — начальник Куйбишевської залізниці (від 2000).
- Саїтов Олег Елекпайович — російський боксер, чемпіон Олімпійських ігор.